# Émile Fabry
Pour les articles homonymes, voir Fabry.
Émile Fabry ou Émile-Barthélémy Fabry, né le 30 décembre 1865 à Verviers et mort le 27 février 1966 à Woluwe-Saint-Pierre (Bruxelles), est un peintre belge du mouvement symboliste.

## Biographie
Émile Fabry, né à Verviers en 1865 est le fils d'Henri Alexandre Fabry, directeur de fabrique, et de Jeanne Marie Catherine Ortmans. Il était marié avec Hermine Noirsain. Il étudie dans l'atelier de Jean-François Portaels (1818-1895), il est aussi influencé par Michelangelo, Ingres ou Pierre Puvis de Chavannes.
Il devient membre fondateur du cercle "Pour l'Art" en 1892.
En 1893, il expose à Paris au Salon d'Art idéaliste. Fabry collabore avec les architectes Victor Horta et Paul Hankar. En 1902, il s'installe à Woluwe-Saint-Pierre.
Les sujets de ses tableaux sont tirés à partir des écrits de Joséphin Peladan et des théories de la Rose Croix.
À 39 ans, il enseigne à l'Académie de Bruxelles, quand arrive la Première Guerre mondiale, il part en Angleterre et découvre les préraphaélites.
Son atelier se trouvait rue du collège Saint-Michel à Woluwe-Saint-Pierre. Ce bâtiment existe toujours.
Émile Fabry est membre fondateur de L'Art monumental, créé à l'initiative de Jean Delville, en décembre 1920. La société regroupe des peintres, architectes et sculpteurs.

## Sélection d'œuvres
- Les Gestes
- Pour l'art, lithographie (1897)
- Tentation, (1894)
- Le Poète, pastel (1915)
- L'Initiation, 1890
- Le Jugement de Paris
- Décoration du Musée royal de l'Afrique centrale à Tervuren
- L'Offrande, 1884, (Musées royaux des beaux-arts de Belgique)
- La Fiancée, 1894, (Musées royaux des beaux-arts de Belgique)
- Les Moissons, 1921, (Musées royaux des beaux-arts de Belgique)
- Pégase, 1911 (collection privée)
- La Gaine, 1913, (Beaux-Arts de Gand)
- Samson et Dalila, 1926
- Décoration du Musée royal des beaux-arts d'Anvers (Anvers)
- The Initiation, 1890
- Le Fil de la vie, 1892
- Inspiration, fusain (KaZ Ostende)
- Expectative, huile (KaZ Ostende)
- Le Christ entre les larrons, 1932 (Maison communale de Woluwe-Saint-Pierre)
- Adam et Eve chassés du Paradis terrestre, 1932 (Maison communale de Woluwe-Saint-Pierre)
- ? (Musée communal des Beaux-Arts d'Ixelles)
- Panneaux décoratifs pour la maison de Philippe Wolfers à La Hulpe[3].

## Distinctions
- Grand officier de l'ordre de la Couronne[4];
- Officier de l'ordre de Léopold (en 1926).